# Abbaye Notre-Dame de l'Ouÿe
L’abbaye Notre-Dame de l'Ouÿe, (prononcé [abɛi nɔtʁ dam də lwi]), est un ancien prieuré grandmontain, puis abbaye bénédictine qui se trouve aux Granges-le-Roi dans l'Essonne.

## Situation
L'ancienne abbaye est située dans une clairière de la forêt de Dourdan, à environ 125 mètres d'altitude, au fond de la vallée dite des « Fonds de l'Ouÿe ».

## Historique

### Fondation
L'abbaye est fondée comme « celle » (du latin cella, maison monastique) en 1163 par les moines de Grandmont à la demande de Louis VII. La légende veut qu'un prince égaré dans la forêt y ait été « ouï » par ses compagnons, d'où le nom de l'abbaye. En remerciement, le prince aurait fait élever un sanctuaire à cet endroit, sanctuaire desservi par la communauté qu'institue Louis VII. Le souverain fait pour cela appel à l'ordre semi-érémitique des Grandmontains.
Le roi et sa femme Adèle de Champagne viennent régulièrement y prier, en particulier pour avoir un enfant. Leu vœu est exaucé après cinq années de mariage, avec la naissance du futur Philippe II Auguste.

### Moyen Âge et époque moderne
Cette sorte d'enclos est concédé à perpétuité aux religieux de Grandmont, ordre fondé en Auvergne par saint Étienne de Muret vers 1076, dont la règle est à l'origine semi-érémitique et semi-cénobitique.
Le roi avait pris soin d'obtenir des habitants des Granges-le-Roi renonciation de tous leurs droits qu'ils pouvaient avoir sur les bois de Louye. Une charte datée d'Étampes de 1163 conserve les termes de cette donation royale.
L'Ouÿe forme une sorte de vallée solitaire dominée de toutes parts par des versants boisés.
En 1255, saint Louis réitère le don de la forêt aux religieux de Grandmont. Il semble en effet que son père Louis VIII le Lion et son grand-père Philippe-Auguste se soient réservé pour eux, pour domaine de chasse, la giboyeuse forêt. Pour ce faire, il expédie des lettres de restitution datées de Vincennes.
Selon un inventaire conservé aux archives départementales d'Eure-et-Loir, rien ne laisse supposer qu'au cours des XIIe et XIIIe siècles le monastère possédait autre chose que les bois qui lui avaient été concédés et quelques rentes en grains et en argent sur les Templiers de Paris par la reine Alix. Une partie de la dîme de la paroisse Saint-Germain revenait au monastère. Dès le XIIIe siècle, c'est une matière à litige et l'occasion d'un long procès avec les chanoines de Saint-Chéron de Chartres.
En 1213, une donation de l'évêque de Chartres, Renaud, aux frères de L'Ouÿe devient l'origine d'un interminable procès entre le monastère de Saint-Chéron de Chartres et L'Ouÿe. L'évêque de Chartres avait acheté « quelques dîmes menues et grosses sur les paroisses de Dourdan et des Granges » de Robert de Guillerville, avec l'assentiment et mainlevée des personnes dont relevaient les terres. Entre autres Hugues de Marchais les donne en pure et perpétuelle aumône aux frères de L'Ouÿe. Malheureusement l'évêque donnait ce qui ne lui appartenait pas : le vendeur, Robert de Guillerville détenait injustement les dîmes au préjudice des chanoines de Saint-Chéron de Chartres et ceux-ci s'empressèrent de former opposition. En conséquence, l'abbé de l'abbaye Saint-Victor de Paris et le prieur de l'abbaye Sainte-Geneviève de Paris formèrent délégation. Un premier décret du doyen de Rochefort donne raison à Saint-Chéron, mais demeure sans exécution. Au bout d'un an, un second décret du doyen de Chartres est émis avec excommunication. Un accord entre les deux abbayes intervient pour faire juger leur cause par des arbitres, avec une amende de 100 livres parisis en cas de dédit et cautions fournies de part et d'autre. En février 1219, une sentence arbitrale est rendue par l'archidiacre de Paris et le chanoine Gautier Cornu, le futur archevêque de Sens, mettant l'abbé et le couvent de Saint-Chéron en possession de toute la dîme en blé et en vin, et menue dîme venant de Robert de Guillerville, à la charge de payer en quatre ans, au couvent de Louye, un dédommagement de 160 livres parisis. Ce jugement est confirmé et approuvé par l'évêque de Chartres en mars 1219. Les frères de L'Ouÿe présentent enfin quittance des 160 livres représentant le prix d'achat des dîmes de Guillerville et abandonnent complètement leurs droits sur lesdites dîmes.

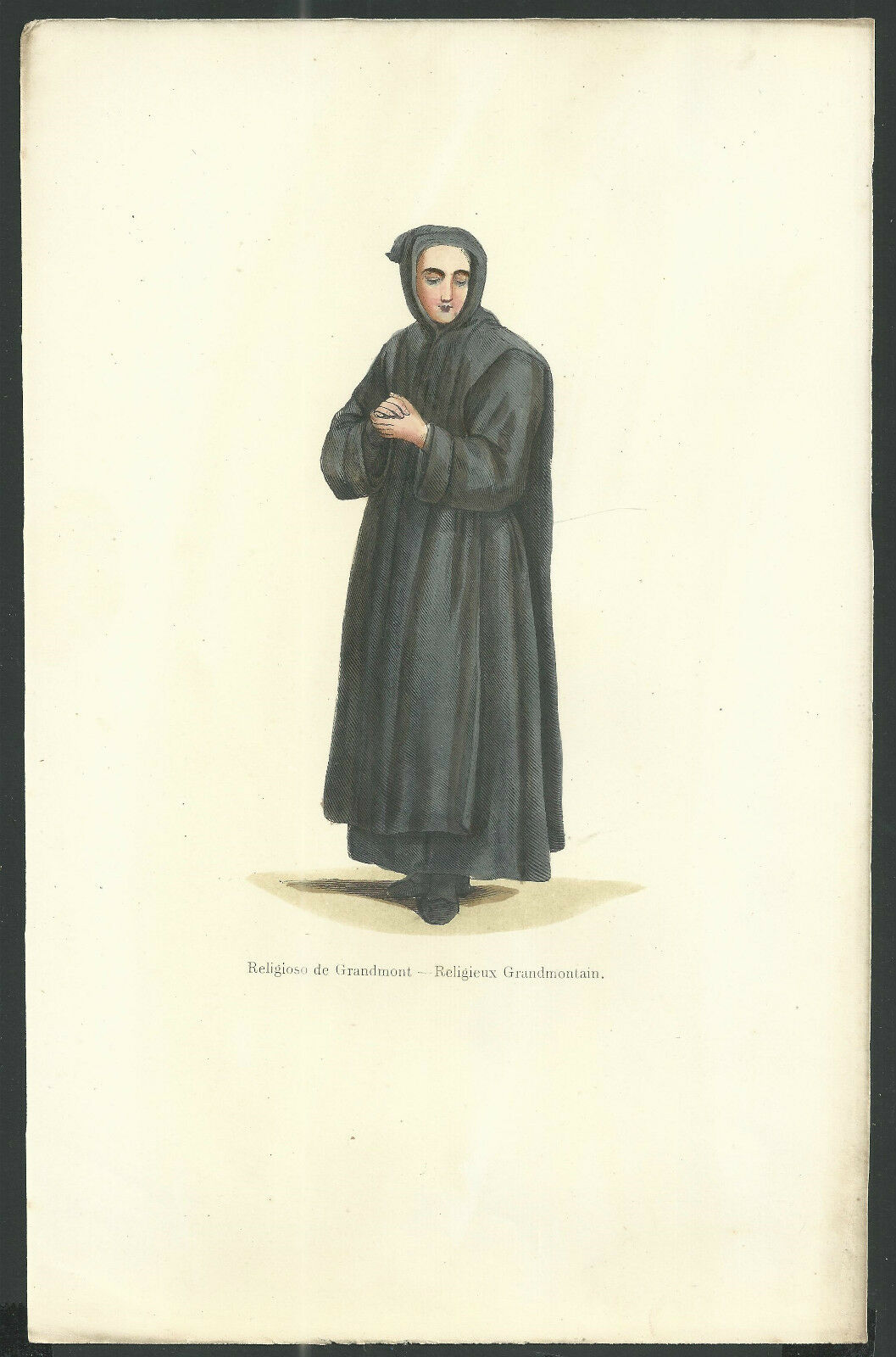
Moine grandmontain.

Les religieux y sont d'abord nombreux puis le nombre est réduit à la suite d'un chapitre général de l'ordre tenu à Grandmont en 1295. L'Ouÿe n'est plus habitée que par sept religieux et sa pension annuelle à la maison-mère, l'abbaye de Grandmont, est fixée à 20 livres.
Deux enceintes, l'une extérieure, l'autre intérieure, renfermaient les bâtiments claustraux et réguliers, le jardin et les dépendances servant à l'exploitation agricole et l'église. Ce double enclos s'appelait « franchise » parce qu'il jouissait de nombreux privilèges accordés à l'ordre de Grandmont par les rois et les souverains pontifes : 
- exemption de la juridiction épiscopale et ordinaire du diocèse
- permission aux religieux de sonner les cloches et d'officier même en temps d'interdit général et d'exercer les fonctions curiales à l'égard de leurs domestiques et commensaux
- exemption de toute dîme pour tout ce qui se recueillait dans l'enclos
- exemption de toute mouvance, cens, servitudes, tailles, logements de gens de guerre, etc.
- droit de haute, moyenne et basse justice dans l'étendue de l'enclos

Pour justifier tous ces droits et privilèges, le prieuré de L'Ouÿe conservait un manuscrit, aujourd'hui perdu, contenant cent rôles de parchemin où étaient les bulles, règles et privilèges concédés à l'ordre.
La règle de Grandmont était très sévère. Elle fut une première fois modifiée en 1247 par le pape Innocent IV puis par Clément V en 1309. Lors de la réformation de l'ordre, par Jean XXII en 1317, la maison de L'Ouÿe, dont le supérieur portait le nom de correcteur ou maître, fut érigée en prieuré-chef. Il se vit annexer les monastères de Bois-Saint-Martin et des Moulineaux, au diocèse de Chartres, et celui de la Coudre ou de Sainte-Radegonde, au diocèse de Sens.

### Les fermetures duXVIIIesiècle
Le prieuré fait partie de l'étroite observance, branche revenue au XVIIe siècle aux mitigations d'Innocent IV, sous l'impulsion de Dom Charles Frémon. Le 2 juillet 1735, le roi Louis XV est accueilli au prieuré pour se rafraîchir inopinément, alors qu'il chasse à courre à proximité. En 1772 l'ordre de Grandmont est supprimé par la commission des réguliers présidée par Loménie de Brienne et le prieuré est abandonné, mais en 1773 le prieuré est à nouveau occupé ; cette fois-ci par des religieuses bénédictines de Clairefontaine sous la tutelle de Mme de Portal qui devint la mère abbesse. L'ancien prieuré devient donc une abbaye. Les dames de la noblesse venaient s'y reposer, et les jeunes filles y parfaire leur éducation. Mais ce fut aussi un lieu d'internement, c'est pour cette raison que la princesse de Rohan y séjourna en 1779. Sous la Révolution française, Mme de Portal fut arrêtée pour avoir eu une correspondance avec Mlle de Rohan, émigrée. Elle fut guillotinée le 27 juin 1793.
L'abbaye est alors vendue comme bien public. Elle ne sera rendue au culte qu'en 1908.

### La renaissance ursuline (1945-2012)
En 1945, l'abbaye est occupée par des ursulines qui y reçoivent des groupes de réflexion et de prière. Elles quittent les lieux qu'elles vendent en 2012, faute de vocation.

### Lieu d'accueil du diocèse de Paris (2015-)
Après le départ des ursulines, divers acheteurs se présentent avec des projets variés. C'est finalement le diocèse de Paris qui en fait l'acquisition en mai 2015 pour le transformer en lieu d'accueil pour les jeunes du diocèse. La première pierre des travaux a été posée le 31 octobre 2015 par Monseigneur Michel Dubost. Les premiers groupes sont accueillis à la Toussaint 2016.

## Architecture
On accède à l'ancienne abbaye par un portail au nord dans le prolongement de l'église, construit en 1724 par Pierre-François Godot, architecte à Paris.

### Église
L'église est de grandes dimensions sans doute à cause de sa fondation royale et elle est entière, bien qu'elle ait été fortement remaniée au début du XXe siècle. La longueur de la nef était de 28,55 mètres, mais a été réduite de moitié à 14 mètres, car des pièces d'habitation ont été installées du côté Ouest. Toutefois la lancette du pignon occidental est encore en partie visible, l'autre partie étant murée à cause des constructions nouvelles. La nef est prolongée par une abside au levant de 6,85 mètres et de forme semi-circulaire. Comme de coutume à Grandmont, elle est éclairée d'un triplet de trois lancettes. Celles-ci sont particulièrement hautes et à larges embrasures intérieures. L'abside possède une voûte d'arête à six nervures formées de trois tores. La clef de voûte présente l'agneau pascal.

### Cloître
Le cloître a été profondément modifié au XVIIIe siècle.

### Bâtiment oriental
L'aile au levant possède un passage (ancien passage du cimetière) plus large que de coutume chez les grandmontains, puisqu'il mesure 3,75 mètres de largeur. Il se trouve entre l'église et la salle capitulaire de grandes dimensions (7 mètres sur 9 mètres) à cinq baies.

### Bâtiment Sud
Il reste des éléments d'origine avec quatre fenêtres, dans cette aile reconstruite au XVIIIe siècle

### Colombier et bâtiments agricoles
Le colombier date du XVIe siècle. Il est construit en briques sur un plan circulaire. Des bâtiments agricoles se trouvent du côté occidental.